# مزدا آر۱۰۰

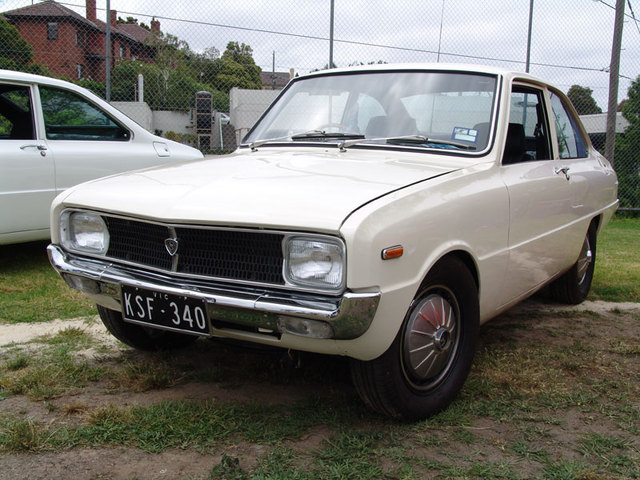
مزدا آر۱۰۰ (Mazda R۱۰۰)

مزدا آر۱۰۰ (Mazda R۱۰۰) خودرویی است که در سال‌های ۱۹۶۸–۱۹۷۳تولید شده‌است. 
این خودرو در کلاس کوپه قرار گرفته، طراحی آن خودروهای موتور جلو-محور عقب بوده است. 